# Rei Hance
Rei Hance (nascuda Heather Donahue; 22 de desembre de 1974) és una escriptora, empresària i actriu jubilada nord-americana. És coneguda pel seu paper a la pel·lícula de 1999 The Blair Witch Project, i com a Mary Crawford a la minisèrie Taken. Hance va ser acreditada sota el seu nom de naixement en els seus papers d'actuació i pel seu primer llibre abans de canviar el seu nom a Rei Hance el 2020.

## Primers anys i educació
Hance va néixer com a Heather Donahue el 22 de desembre de 1974 a Upper Darby, Pennsilvània, filla de Joan, una directora d'oficina, i James Donahue. Un impressor.
Hance es va graduar a la University of the Arts de Filadèlfia el 1995 amb un BFA en teatre, i també va actuar en produccions al Battersea Arts Centre a Londres, Anglaterra, on va fer d'aprenent alhora amb la University of the Arts London.
Després d'acabar els seus estudis, va fer treballs temporals com a auxiliar administrativa mentre apareixia en produccions escèniques de Nova York.

## Carrera d'actuació
La seva primera aparició a la pantalla, i el paper més conegut, és a la pel·lícula de terror de metratge trobat de 1999 The Blair Witch Project. Ella i els altres dos membres principals del repartiment Michael C. Williams i Joshua Leonard van ser elegits com a personatges que compartirien els seus noms de pila. Més tard es penediria d'això, canviant-se el seu nom a Rei Hance anys després de retirar-se de l'actuació.

### The Blair Witch Project
El seu paper a la pel·lícula es va originar el 1997, quan va llegir sobre una audició que s'anunciava a la revista Backstage per a actors amb fortes habilitats d'improvisació, que eren necessaris per a una pel·lícula de terror independent. Va fer una audició al Musical Theatre Works de Nova York i va ser seleccionada per a un dels tres papers principals. Per al paper, Hance va haver d'aprendre a manejar una càmera, passant dos dies en un curs intensiu. Va dir que va modelar el seu personatge d'acord amb un director amb el qual va treballar una vegada, citant la seguretat del personatge quan tot anava com estava previst i la confusió durant la crisi.Després del rodatge, se'ls va demanar a Hance i als altres dos protagonistes que no apareguessin en cap programa de televisió ni en cap pel·lícula, ja que els cineastes feien un gran esforç publicitari per retratar els esdeveniments de la pel·lícula com a fets, inclosa la distribució de fulletons a festivals com el Festival de Cinema de Sundance, demanant als espectadors que aportin informació sobre els estudiants "desapareguts". La pàgina de la pel·lícula a IMDb també va enumerar els actors com a "desapareguts, presumptes morts" durant el primer any de la disponibilitat de la pel·lícula. La promoció de la pel·lícula va ser tan convincent que la mare de Hance va rebre targetes de condol de persones que creien que la seva filla estava morta o desapareguda.
Un cop estrenada, la pel·lícula va rebre elogis inesperats de la crítica i es va convertir en un èxit de taquilla rotund, amb una recaptació de més de 248 milions de dòlars a tot el món, fent-las una de les pel·lícules independents amb més èxit de tots els temps. Malgrat la recepció molt positiva de la pel·lícula, l'actuació de Hance va rebre una reacció mixta. Tot i que va ser nominada per a un Premi Blockbuster Entertainment per a l'actriu preferida - Nouvinguda, i un Online Film Critics Society Award a la millor actriu, també va ser nominada com a pitjor actriu a la Stinkers Bad Movie Awards, i va guanyar en la mateixa categoria als Premis Golden Raspberry.
Hance va admetre més tard que hi va haver una gran quantitat de reacció contra ella a causa de la seva associació amb la pel·lícula, la qual cosa la va portar a tenir trobades amenaçadores amb persones i dificultats per trobar una altra feina.

### Darrers papers
Un any després de l'estrena de The Blair Witch Project, va aparèixer a la pel·lícula independent Home Field Advantage, i al costat de Freddie Prinze, Jr. i Jason Biggs al romàntic comèdia Boys and Girls.
El 2001, va aparèixer a la pel·lícula independent Seven and a Match i al curtmetratge The Velvet Tigress.
El 2002, va tenir un paper coprotagonista a la minisèrie de ciència-ficció Taken, per la qual va ser nominada al Premi Saturn a la millor actriu secundària a televisió. El mateix any, va aparèixer en una sèrie de curtmetratges i telefilms, com ara The Walking Hack of Asbury Park, New Suit i The Big Time. El 2005, va protagonitzar un episodi de la sèrie de comèdia It's Always Sunny in Philadelphia. El seu darrer paper d'actuació va ser a la pel·lícula de terror directe a DVD del 2008 The Morgue.

## La vida després d'actuar
Hance va deixar d'actuar el 2008 per convertir-se en cultivador de marihuana medicinal. El 2011, va signar un acord de publicació per al seu primer llibre Growgirl, sobre el seu temps com a cultivadora de marihuana, que es va publicar el 5 de gener de 2012 per Gotham Books.
El 2013 residia a Nevada City, Califòrnia. En aquell moment, també es va informar que estava desenvolupant una línia de productes a base d'herbes per a la cura de la pell.
En una entrevista del 2016 a GQ, va parlar dels reptes en curs associats amb haver utilitzat el seu nom de naixement a The Blair Witch Project un nom que encara era utilitzant en el moment de l'entrevista. A la mateixa entrevista va revelar que estava escrivint i tenia la intenció de produir una comèdia de situació anomenada The High Country, basada en les seves experiències en el cultiu de marihuana. El 2020, va formalment va canviar el seu nom a Rei Hance.
Durant el desenvolupament de la seqüela del 2016 de The Blair Witch Project, els productors de la pel·lícula van contactar amb ella per demanar-li permís per utilitzar el seu nom i semblança a la pel·lícula, que segons va declarar després, va ser una decisió difícil:
Plantilla:Ciat
Hance va declarar en una entrevista del 2021 que se li va pagar una suma de diners per l'ús de la seva semblança a la seqüela, però que havia seguit vuit anys de "fracàs constant" a la seva vida, per la qual cosa "va agafar aquests diners i només va conduir per Amèrica del Nord, amb la cara emmerdada durant uns dos anys, i amb l'esperança de morir. Com si no volgués eviure més." Posteriorment es va traslladar a Maine i es va tornar sòbria. És una budista practicant.

## Filmografia

### Film
| Any  | Títol                                                       | Paper           | Notes |
| ---- | ----------------------------------------------------------- | --------------- | --- |
| 1999 | The Blair Witch Project                                     | Heather Donahue | [[[Premi Golden Raspberry a la pitjor actriu]] Nominada– Blockbuster Entertainment Award a l'actriu preferida– Nouvinguda Nominada– Online Film Critics Society Award a la millor actriu |
| 1999 | Sticks and Stones: An Exploration of the Blair Witch Legend | Heather Donahue | |
| 2000 | The Massacre of The Burkittsville 7: The Blair Witch Legacy | Heather Donahue | Només imatge d'arxiu |
| 2000 | Book of Shadows: Blair Witch 2                              | Heather Donahue | Només imatge d'arxiu |
| 2000 | Home Field Advantage                                        | Wendy Waitress  | |
| 2000 | Boys and Girls                                              | Megan           | |
| 2001 | Seven and a Match                                           | Whit            | |
| 2001 | The Velvet Tigress                                          | N/D             | Curtmeetratge |
| 2002 | The Walking Hack of Asbury Park                             | Wendy           | Curtmeetratge |
| 2002 | New Suit                                                    | Molly           | |
| 2002 | The Big Time                                                | Heather         | Telefilm |
| 2005 | Manticore                                                   | Cpl. Keats      | Telefilm |
| 2008 | The Morgue                                                  | Nan             | |
| 2016 | Blair Witch                                                 | Heather Donahue | Només imatge d'arxiu |

### Televisió
| Any  | Títol                             | Paper           | Notes                                                                                               |
| ---- | --------------------------------- | --------------- | --------------------------------------------------------------------------------------------------- |
| 2001 | The Outer Limits                  | Claire Linkwood | Episodi: "The Surrogate"                                                                            |
| 2002 | Taken                             | Mary Crawford   | Repartiment principal (minisèrie) Nominada– Premi Saturn a la millor actriu secundària en televisió |
| 2003 | Without a Trace                   | Linda Schmidt   | Episodi: "The Friendly Skies"                                                                       |
| 2005 | It's Always Sunny in Philadelphia | Stacy Corvelli  | Episodi: "Charlie Wants an Abortion"                                                                |